# Beatrice (radioprogram)
Beatrice var Sveriges radios julkalender 1989. Manus skrevs av Ulf Nilsson, medan Sten Lundström och producerade.

## Handling
Kalendern utspelar sig 1889 och handlar om två små barn, Johan (Jonas Svensson) och Lillan (Maria Mansfeld), som får träffa sin far för första gången efter att modern har dött. Fadern, Kapten Mörck (Kenneth Milldoff), är en hård och sträng men samtidigt framgångsrik befälhavare på den tremastade fullriggaren Beatrice.
I kalenderns första avsnitt ingår kapten Mörck ett vad med Svenska redareföreningens medlemmar. Vadet går ut på att kaptenen och hans besättning ska hinna segla runt i världen och hämta hem ett antal traditionella julbordsrätter och vara tillbaka senast på julaftonen. Det här är upptakten till ett spännande och roligt äventyr för barnen Johan och Lillan.
Under kalenderns gång bekantar sig barnen med skeppet och dess besättning. Dessutom lär de känna en del märkliga djur ombord, däribland skeppskatten Jönsson (Göte Fyhring), som både kan tala och trolla. Dagens viktiga händelser sammanfattas genom att de skrivs ner i skeppets loggbok. Som lyssnare fick man också lära sig en del om hur livet ombord på ett segelfartyg i slutet på 1800-talet kunde se ut.

## Papperskalender
Leif Åbjörnsson illustrerade kalendern som visar skeppet Beatrice som huvudpersonerna åker med.

### Fotnoter
1. ↑  ”Svensk mediedatabas”. http://smdb.kb.se/catalog/search?q=Beatrice+julkalender+typ%3Aradio&sort=OLDEST. Läst 5 april 2011.
2. ↑  ”Radiogodis”. Arkiverad från originalet den 11 januari 2016. https://web.archive.org/web/20160111001431/http://radiogodis.se/1989.htm. Läst 1 april 2011.
3. ↑  ”1989, Beatrice”. Sveriges Radio. http://sverigesradio.se/barn/julkalendrar/1989.stm. Läst 30 augusti 2015.
4. ↑  ”Radiogodis”. http://radiogodis.se/Img/1989.jpg. Läst 2 april 2011.
5. ↑  ”Radiogodis”. http://radiogodis.se/Img/1989a.jpg. Läst 2 april 2011.